# هيلاند هال
هيلاند هال (بالإنجليزية: Hiland Hall) هو سياسي أمريكي ينتمي إلى الحزب الجمهوري وحاكم ولاية فيرمونت الأمريكية ولد هيلاند هال في 20 يوليو - تموز من سنة 1795 في ولاية فيرمونت درس هال القانون وكان هيلاند هال قاضيا في المحكمة العليا في ولاية فيرمونت ما بين الأعوام 1846 إلى عام 1850 شغل هال منصب مفوض اراضي الولايات المتحدة لكاليفورنيا ما بين الأعوام 1851 إلى عام 1854 ثم عاد إلى ولاية فيرمونت كان هال حاكما على ولاية فيرمونت ما بين الأعوام 1858 إلى عام 1860 توفي هيلاند هال في 18 ديسمبر - كانون الأول من سنة 1885 في سبرينغفيلد بولاية ماساشوستس حيث دفن هال في مقبرة مركز بينينجتون في ولاية فيرمونت.